# Syrticola mediterraneus
Syrticola mediterraneus is een eenoogkreeftjessoort uit de familie van de Leptopontiidae. De wetenschappelijke naam van de soort is voor het eerst geldig gepubliceerd in 1987 door Willems, Claeys & Fiers.